# Бозед (Муреш)
Бозед (рум. Bozed) насеље је у Румунији у округу Муреш у општини Чеуашу Де Кампије. Oпштина се налази на надморској висини од 343 m.

## Становништво
Према подацима из 2002. године у насељу је живело 182 становника, од којих су сви румунске националности.